# Pterolophia bicristulata
Pterolophia bicristulata är en skalbaggsart som beskrevs av Stefan von Breuning 1940. Pterolophia bicristulata ingår i släktet Pterolophia och familjen långhorningar. Inga underarter finns listade i Catalogue of Life.